# Fackelträger-Bewegung

Logo der Fackelträger

Die Fackelträger-Bewegung ist eine internationale interkonfessionelle christliche Bewegung und evangelische Missionsgemeinschaft, gegründet von Major W. Ian Thomas. Die Fackelträger-Bewegung ist in der christlichen Jugend- und Erwachsenenbildung sowie in der Durchführung von Kurzbibelschulen tätig. Die einzelnen Zentren sind unabhängig voneinander organisiert und geleitet; sie sind aber informell miteinander verbunden.

## Geschichte
Die Fackelträger-Bewegung entstand aus der volksmissionarischen Tätigkeit des englischen Evangelisten Major W. Ian Thomas (1914–2007). 1945 wurde er als Besatzungsoffizier in der deutschen Stadt Velbert mit der Situation der deutschen Jugend vertraut. Ein 1947 in Nordwestengland erworbener Landsitz, Capernwray Hall, wurde als christliches Ferienzentrum zunächst nur für britische jugendliche Gäste eingerichtet. Jedoch bereits im darauffolgenden Jahr wurden 30 deutsche Studenten dorthin eingeladen, um einen Monat in Gemeinschaft mit jungen Leuten aus England die Bibel zu studieren. Diese Begegnung war Anlass zu mehreren Einladungen an Major Thomas, in Jugendgruppen und Kirchengemeinden der deutschen Studenten Einsätze durchzuführen. Als Ergebnis kam eine immer größere Anzahl an Jugendlichen aus Westdeutschland nach Capernwray Hall. Die Reisen und Vortragsdienste von Thomas erstreckten sich bald auch auf Österreich und die Schweiz sowie nach Skandinavien.
Auf den Freizeiten wurden die Jugendlichen ermuntert, in ihren Jugendgruppen und Kirchengemeinden aktiv mitzuarbeiten und auch selbst missionarische Verantwortung zu übernehmen. Die steigende Zahl von Freunden fasste schließlich die von ihnen erkannte Verantwortung in Form einer Missionsgemeinschaft zusammen. Die Mitglieder, die sich den Namen „Fackelträger“ gaben, möchten durch persönliches Bezeugen ihres christlichen Glaubens in ihrer Umgebung Menschen auf das Evangelium aufmerksam machen. Es wird selbstverständlich davon ausgegangen, dass sie Mitglied einer Kirche oder Freikirche sind und dort aktiv am Gemeindeleben teilnehmen.
Aufgrund des großen Interesses an der Arbeit der Missionsgemeinschaft wuchs die Zahl der Gemeinden und Jugendgruppen, die ihre Mitglieder an den Freizeiten teilnehmen ließ. 1958 wurde daraufhin in Deutschland ein zweites Freizeitenzentrum, die Klostermühle in Obernhof an der Lahn gegründet. Als drittes Freizeitenzentrum wurde 1963 Schloss Klaus in Oberösterreich gegründet, im darauffolgenden Jahr ein weiteres Zentrum in Österreich, der Tauernhof in Schladming. Stand 2024 zählen sich weltweit 25 Zentren in 19 Ländern zur Missionsgemeinschaft der Fackelträger. Die derzeit vier Zentren im Deutschland und Österreich werden von der Evangelischen Kirche als „evangelisch-kirchlicher Verein“ anerkannt.

## Zentren
- Albanien – Crossroads
- Australien – Capernwray Australia
- Costa Rica – Portantorchas
- Deutschland – Bodenseehof und Klostermühle
- England – Capernwray Hall
- Frankreich – Champfleuri
- Griechenland – Kingfisher Project
- Indonesien – Pondok Kepenrey
- Japan – Yamanakako
- Kanada – Capernwray Harbour und Capernwray Québec
- Malaysia – Harvest Haven
- Neuseeland – Capernwray NZ
- Österreich – Schloss Klaus und Tauernhof
- Philippinen – Torchbearers Philippines
- Rumänien – Purtătorii de Făclie
- Spanien – Chalet Rio Vida
- Schweden – Holsby
- Schweiz – Chasa Perspectiva und Credo
- USA – His Hill, Ravencrest Chalet und Timberline Lodge